# Botanophila eurymetopa
Botanophila eurymetopa este o specie de muște din genul Botanophila, familia Anthomyiidae. A fost descrisă pentru prima dată de Fritz Isidore van Emden în anul 1941.
Este endemică în Kenya. Conform Catalogue of Life specia Botanophila eurymetopa nu are subspecii cunoscute.